# Kabala (stacja kolejowa)
Kabala – stacja kolejowa w miejscowości Viru-Kabala, w prowincji Virumaa Zachodnia, w Estonii. Położona jest na linii Tallinn - Narwa. 

## Historia
Stacja powstała w czasach carskich na Kolei Bałtyckiej.

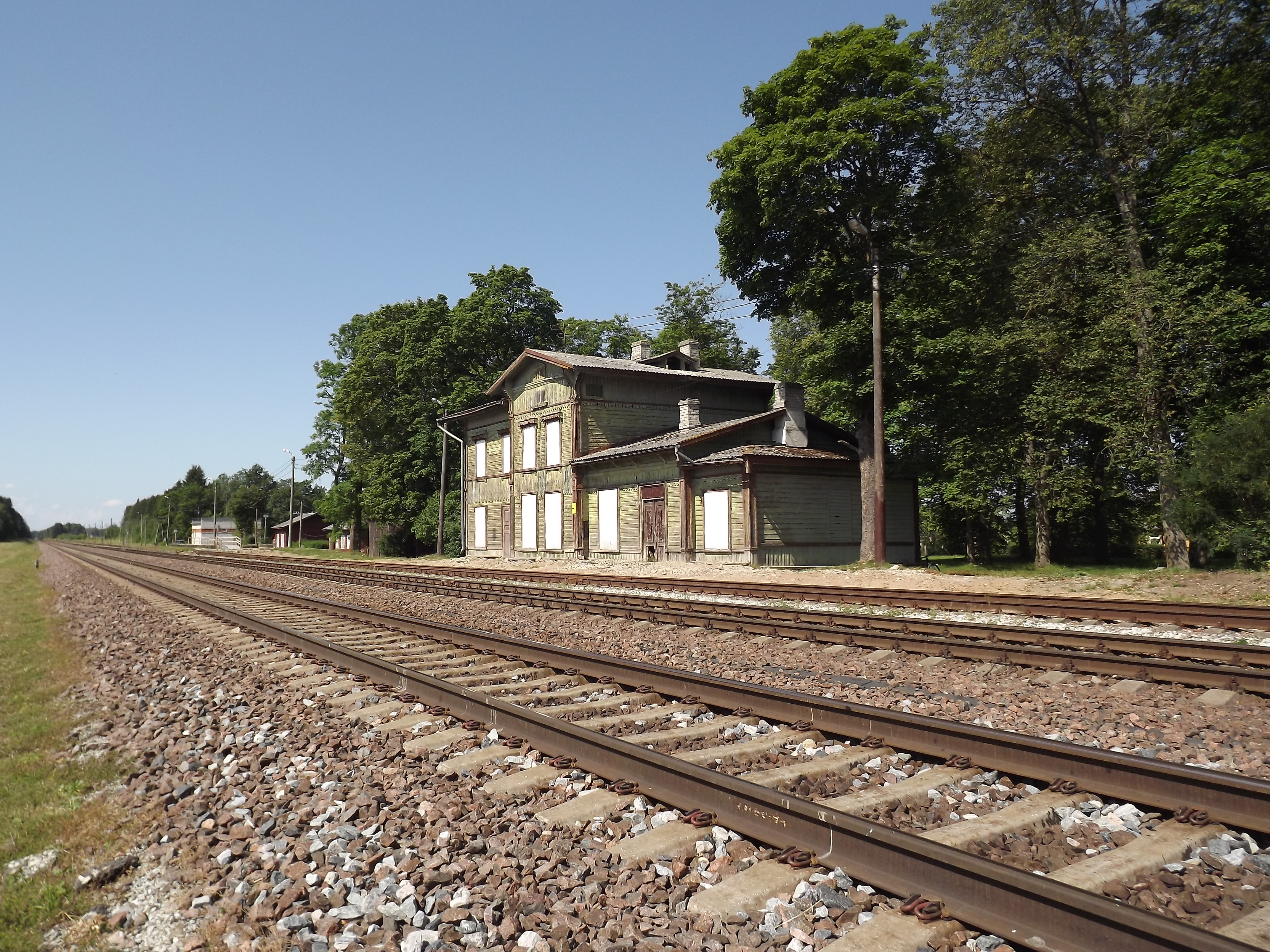
budynek stacyjny
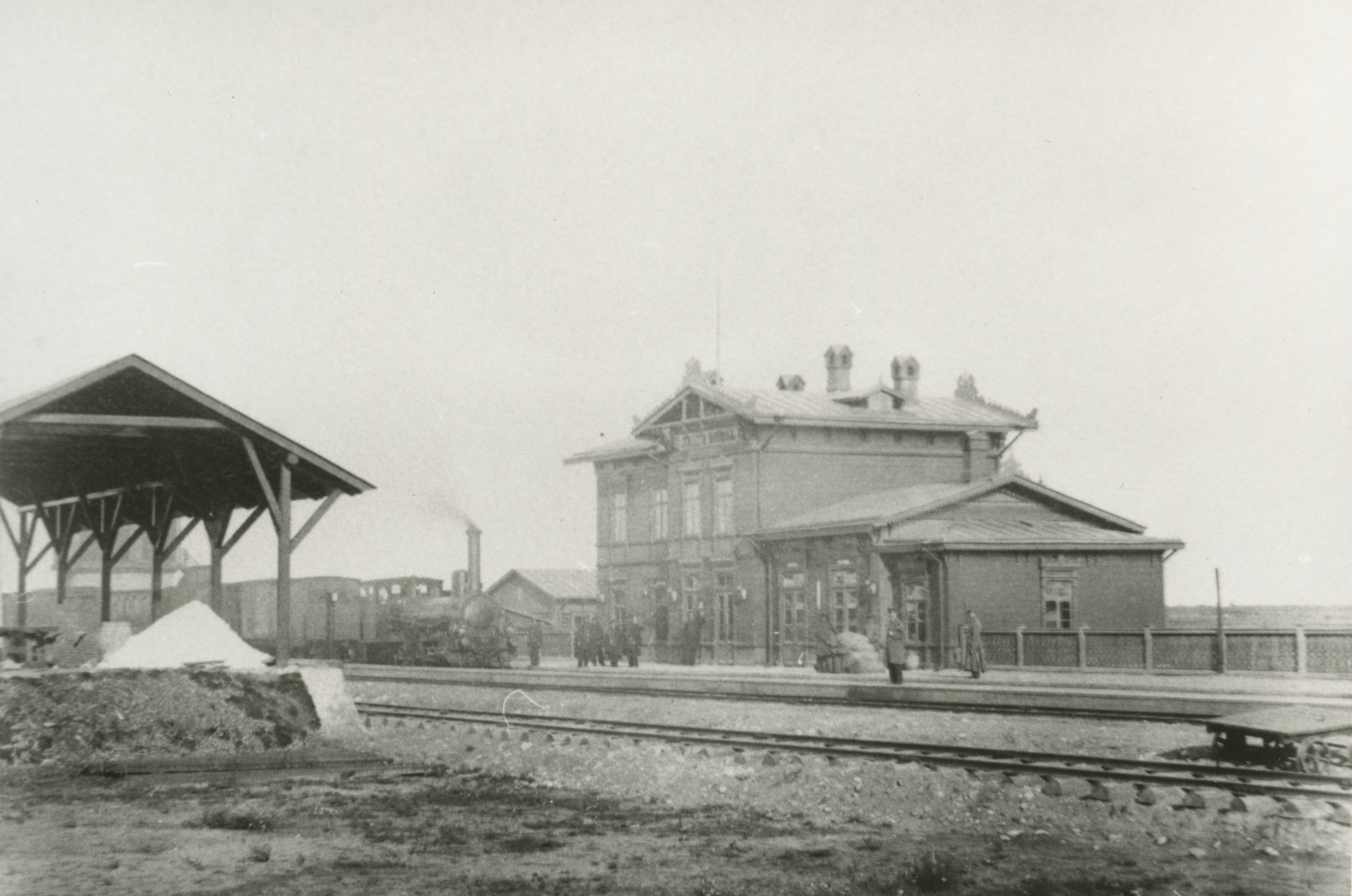
stacja w latach 70. XIX w.
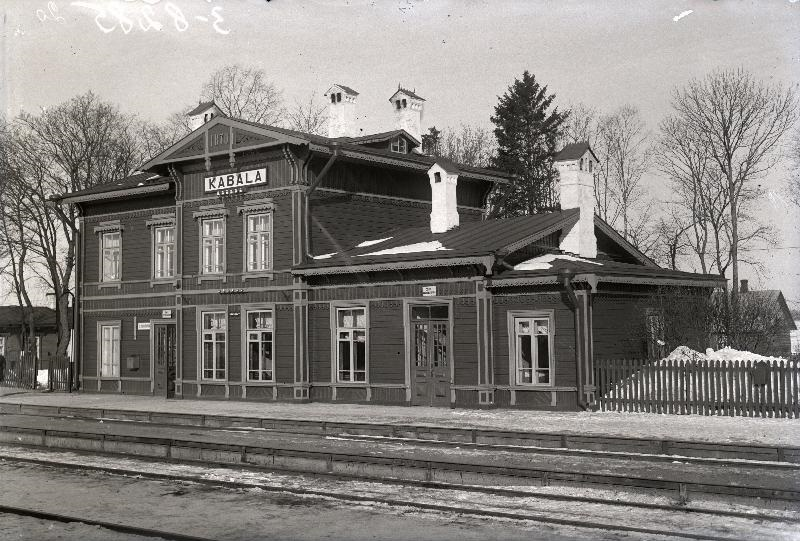
stacja w latach 30. XX w.